# Puchar CEV siatkarek (1983/1984)
Puchar CEV siatkarek 1983/1984 – 4. sezon turnieju rozgrywanego od 1980 roku, organizowanego przez Europejską Konfederację Piłki Siatkowej (CEV) w ramach europejskich pucharów dla żeńskich klubowych zespołów siatkarskich "starego kontynentu".

## Drużyny uczestniczące
- Radnički Belgrad
- Victoria Village Bari
- Vitoria Guimaraes
- Paris UC
- Vic Modena
- USC Münster
- Philathlitikos Saloniki
- SG JDZ Feuerbach
- Ubbink/Orion Doetinchem
- Ankara Pazarlari
- Aris Saloniki
- VC Hyères
- Dilbeek Iterbeck

## Rozgrywki

### 1/8 finału
| Data       | Drużyna 1               | Wynik | Drużyna 2               | Sety                     |
| ---------- | ----------------------- | ----- | ----------------------- | ------------------------ |
| 03.12.1983 | Radnički Belgrad        | 3:1   | Victoria Village Bari   | 15:12, 15:9, 11:15, 15:  |
| 11.12.1983 | Radnički Belgrad        | 0:3   | Victoria Village Bari   | 8:15, 6:15, 4:15         |
| 08.12.1983 | Vitoria Guimaraes       | 0:3   | Paris UC                | 14:16, 4:15, 11:15       |
| 11.12.1983 | Vitoria Guimaraes       | 1:3   | Paris UC                | 16:14, 13:15, 7:15, :15  |
|            | Vic Modena              |       |                         |                          |
|            |                         |       |                         |                          |
| 04.12.1983 | USC Münster             | 3:0   | Philathlitikos Saloniki |                          |
| 10.12.1983 | USC Münster             | 3:0   | Philathlitikos Saloniki |                          |
|            | SG JDZ Feuerbach        |       |                         |                          |
|            |                         |       |                         |                          |
|            | Ubbink/Orion Doetinchem |       |                         |                          |
|            |                         |       |                         |                          |
| 03.12.1983 | Ankara Pazarlari        | 3:0   | Aris Saloniki           |                          |
| 10.12.1983 | Ankara Pazarlari        | 3:1   | Aris Saloniki           |                          |
| 03.12.1983 | VC Hyères               | 1:3   | Dilbeek Iterbeck        | 13:15, 16:14, 5:15, ::15 |
| 11.12.1983 | VC Hyères               | 0:3   | Dilbeek Iterbeck        | 6:15, 8:15, 6:15         |

### 1/4 finału
| Data       | Drużyna 1               | Wynik | Drużyna 2        | Sety                           |
| ---------- | ----------------------- | ----- | ---------------- | ------------------------------ |
| 12.01.1984 | Victoria Village Bari   | 3:0   | Paris UC         | 15:7, 15:3, 15:6               |
| 18.01.1984 | Victoria Village Bari   | 3:1   | Paris UC         | 15:5, 4:15, 16:14, 15:5        |
| .11.1983   | Vic Modena              | 3:    | USC Münster      |                                |
| 18.01.1984 | Vic Modena              | 3:2   | USC Münster      |                                |
| 11.01.1984 | Ubbink/Orion Doetinchem | 0:3   | SG JDZ Feuerbach | 17:19, 8:15, 11:15             |
| 18.01.1984 | Ubbink/Orion Doetinchem | 0:3   | SG JDZ Feuerbach | 10:15, 9:15, 4:15              |
| 08.11.1984 | Ankara Pazarlari        | 3:0   | Dilbeek Iterbeck | 15:3, 2:15, 15:13, 15::        |
| 14.01.1984 | Ankara Pazarlari        | 2:3   | Dilbeek Iterbeck | 3:15, 16:14, 15:11, 6:15, 7:15 |

### Turniej finałowy
Feuerbach
Tabela
| Lp. | Drużyna               | Pkt | Mecze | Mecze | Mecze | Sety | Sety | Sety  |
| Lp. | Drużyna               | Pkt | M     | W     | P     | wyg. | prz. | ratio |
| --- | --------------------- | --- | ----- | ----- | ----- | ---- | ---- | ----- |
| 1   | Victoria Village Bari | 6   | 3     | 3     | 0     | 9    | 0    | MAX   |
| 2   | Vic Modena            | 5   | 3     | 2     | 1     | 6    | 5    | 1.200 |
| 3   | SG JDZ Feuerbach      | 4   | 3     | 1     | 2     | 5    | 6    | 0.833 |
| 4   | Ankara Pazarlari      | 3   | 3     | 0     | 3     | 0    | 9    | 0.000 |

Wyniki'
| Data       | Drużyna 1             | Wynik | Drużyna 2        | Sety                            |
| ---------- | --------------------- | ----- | ---------------- | ------------------------------- |
| 10.02.1984 | Victoria Village Bari | 3:0   | Vic Modena       | 15:9, 15:12, 18:16              |
| 10.02.1984 | SG JDZ Feuerbach      | 3:0   | Ankara Pazarlari | 15:4, 15:0, 15:6                |
|            |                       |       |                  |                                 |
| 11.02.1984 | Victoria Village Bari | 3:0   | Ankara Pazarlari | 15:6, 15:7, 15:4                |
| 11.02.1984 | Vic Modena            | 3:2   | SG JDZ Feuerbach | 16:14, 14:16, 4:15, 15:7, 16:14 |
|            |                       |       |                  |                                 |
| 12.02.1984 | Vic Modena            | 3:0   | Ankara Pazarlari | 15:6, 15:5, 15:8                |
| 12.02.1984 | Victoria Village Bari | 3:0   | SG JDZ Feuerbach | 15:6, 15:11, 16:14              |

## Klasyfikacja końcowa
| Miejsce | Drużyna               |
| ------- | --------------------- |
| złoto   | Victoria Village Bari |
| srebro  | Vic Modena            |
| brąz    | SG JDZ Feuerbach      |
| 4.      | Ankara Pazarlari      |